# Bedřich Šilar
Bedřich Šilar (2. srpna 1897 Němčí u Chocně, okres Vysoké Mýto – 26. ledna 1943 koncentrační tábor Mauthausen) byl účastník 2. odboje, který zahynul v koncentračním táboře v Mauthausenu jako jedna z obětí heydrichiády kvůli podpoře parašutistů z výsadku Intransitive.

## Život

### Rodinné poměry
Bedřich Šilar byl úředníkem firmy Hynek Gottwald v Brandýse nad Orlicí. Jeho manželkou byla Marta Šilarová (rozená Nekvindová) pocházející z východočeské obce Krouna. Po svatbě se Marta přestěhovala za svým mužem do Němčí u Chocně, kde měla rodina hospodářství a kde se starala (společně se svým 75letým tchánem – Bedřichovým otcem – Čeňkem Šilarem) jak o svého muže Bedřicha, tak i o 4 děti (Miluši, Jiřího, Slávka a Milana).

### Odbojová činnost
Za protektorátu se Bedřich Šilar zapojil do domácího protiněmeckého odboje ve skupině poručíka Josefa Kábeleho (* 16. listopadu 1914 – 4. prosince 1986). Jednalo se o ilegální skupinu, která byla součástí Obrany národa (ON) a kromě Josefa Kábeleho byl v jejím vedení i podplukovník Josef Svatoň. Skupina měla konspirační místo a zázemí v Dolečkově hájovně, která se nacházela na samotě u Tiché Orlice mezi osadami Klopoty a Luh v Orlickém Podhůří. Hájovnu obývala rodina odbojářů: Čeněk Doleček (* 5. dubna 1898 – 18. října 1944), jeho manželka Marie Dolečková, jejich syn Oldřich Doleček a jejich dcera Hana Dolečková (provdaná Faltusová).
Po seskoku výsadku Intransitive (30. dubna 1942) do protektorátu na Rožmitálsku došlo k nechtěnému rozptýlení členů výsadku (operační materiál byl sice ukryt, ale parašutistům se jej později nepodařilo vyzvednout, protože je předešlo gestapo). Jeden z parašutistů (velitel výsadku nadporučík Václav Kindl nebo zástupce velitele četař Bohuslav Grabovský) požádal, aby nechal Bedřich Šilar uveřejnit v deníku Národní politika inzerát s požadavkem na koupi německo–českého slovníku. Šlo o smluvené heslo, které ve svém důsledku umožnilo realizovat ilegální setkání četaře Bohuslava Grabovského s nadporučíkem Václavem Kindlem, které se uskutečnilo v Němčí. Spolupráci obou parašutistů se členem východočeské větve ilegální vojenské odbojové organizace Obrana národa podplukovníkem Josefem Svatoněm se podařilo navázat právě prostřednictvím Bedřicha Šilara a poručíka Josefa Kábeleho.

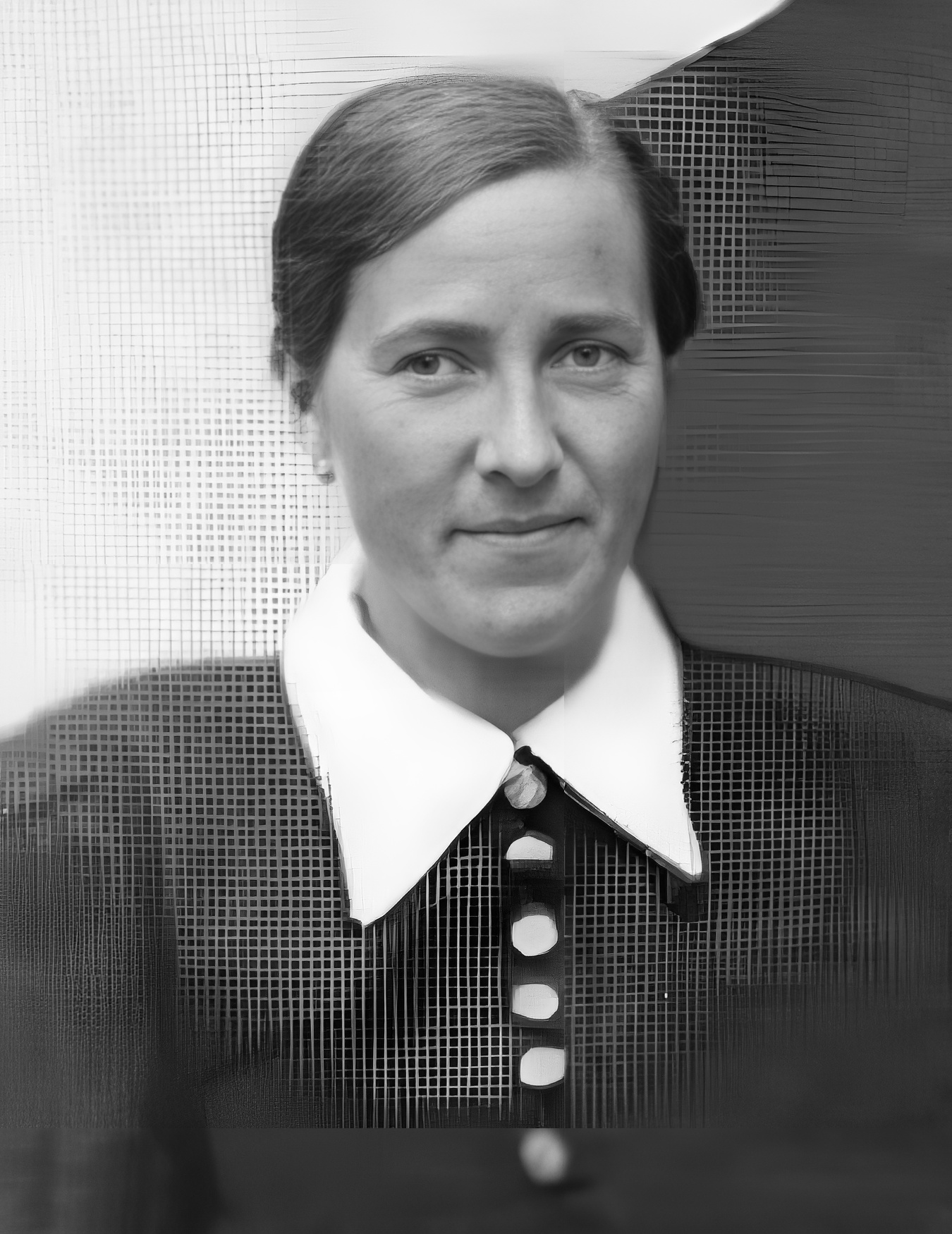
Bedřichova manželka Marta Šilarová
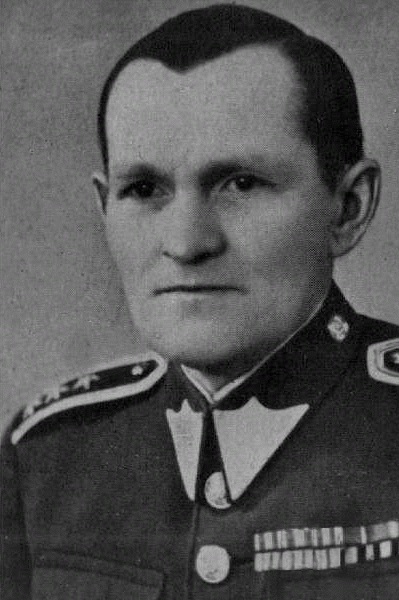
Spolupracovník v odboji podplukovník Josef Svatoň
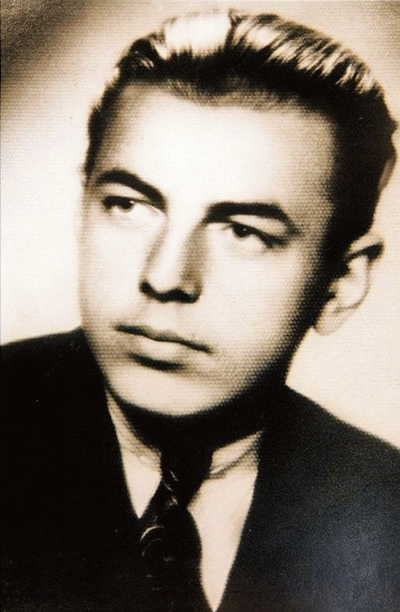
Jeden ze stálých obyvatel Dolečkovy hájovny – odbojář Oldřich Doleček

### Okolnosti zatčení
Není přesně známo, od koho se gestapo dozvědělo o zapojení manželů Šilarových do odbojové činnosti. K zatčení Bedřicha Šilara došlo během Heydrichiády 1. července 1942, jeho žena Marta byla zatčena až o tři dny později tedy 4. července 1942 kvůli přechovávání parašutisty ze skupiny Intransitive. Její dva členové Václav Kindl a Bohuslav Grabovský se po opuštění seskokové lokality na Rožmitálsku v noci z 29. dubna na 30. dubna 1942 vypravili do východních Čech, kde měli kontakty na spolupracovníky obdržené již v Londýně. Václav Kindl zamířil do Zaječice za starostou Bílkem, Bohuslav Grabovský byl zpočátku v Chrasti u Stanislava Dejdara a Antonína Mandíka. Oba výsadkáři se později přesunuli na Moravu a také se stali různou mírou spolupracujícími konfidenty gestapa.

### Věznění, výslechy, ...
Manželé Šilarovi byli nejprve vězněni a vyslýcháni na gestapu v Pardubicích, později je převezli do věznice na pražský Pankrác. Odtud je odvezli do policejní věznice pražského gestapa v Malé pevnosti Terezín. Stanným soudem v Praze byli oba v nepřítomnosti 10. ledna 1943 odsouzeni k trestu smrti. Dne 15. ledna 1943 byli Bedřich a Marta hromadně (s dalšími zatčenými) deportování s transportem čítajícím 31 osob do koncentračního tábora Mauthausen. V koncentračním táboře Mauthausen byli umístěni v cele tzv. „bunkru“, kde čekali na popravu, která byla vykonána 26. ledna 1943. Ten den bylo v 16:15 zavražděno 15 žen v plynové komoře. Muži (v počtu 16) byli zavražděni v odstřelovacím koutě mauthausenského bunkru ranou z malorážní pistole do týla. Bedřich Šilar zemřel v 16.27 hodin.

## Děti
Jejich 4 děti – Miluše, které bylo 11let; Jiří, jenž měl v té době 10let; Slávek, který byl osmiletý; a čtyřletý Milan – byli po zatčení rodičů ušetřeny perzekucí či odvlečení na převýchovu do Německa pravděpodobně díky německy mluvícímu starostovi obce Janovi Stoupeneckému, který měl přesvědčit gestapo. Zůstaly žít v obci nejprve se svým dědečkem Čeňkem Šilarem a s pomocí sousedů, později se o ně starala i sestra Marty Šilarové, Marie Nekvindová z Krouny, která byla její dvojče, a neměla vlastní rodinu. Byla těžce tělesně postižená, děti vychovávala až do jejich dospělosti. Po druhé světové válce děti dostaly dohromady sirotčí důchod 180 Kč.

## Vyznamenání a připomínka
- Bedřich Šilar i jeho manželka Marta Šilarová obdrželi 25. září 1946 Československý válečný kříž in memoriam.[4]
- Jeho jméno („Šilar Bedřich *2.8.1897“) i jméno jeho manželky („Šilarová Marta *2.10.1905“) je uvedeno na pomníku při pravoslavném chrámu svatého Cyrila a Metoděje (adresa: Praha 2, Resslova 9a). Pomník byl odhalen 26. ledna 2011 a je součástí Národního památníku obětí heydrichiády.[13][14][15]

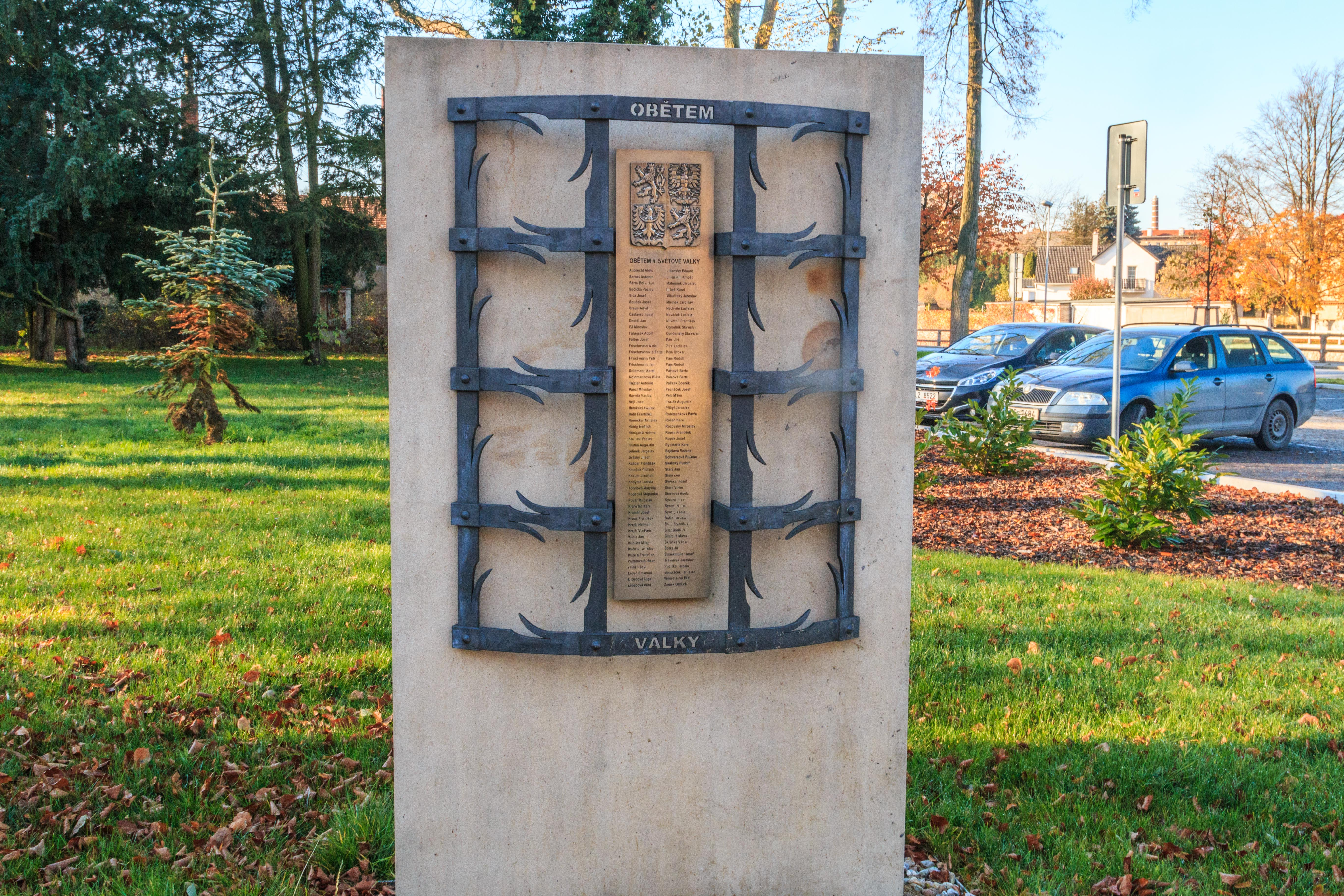
Plaketa obětem II. světové války v Chocni
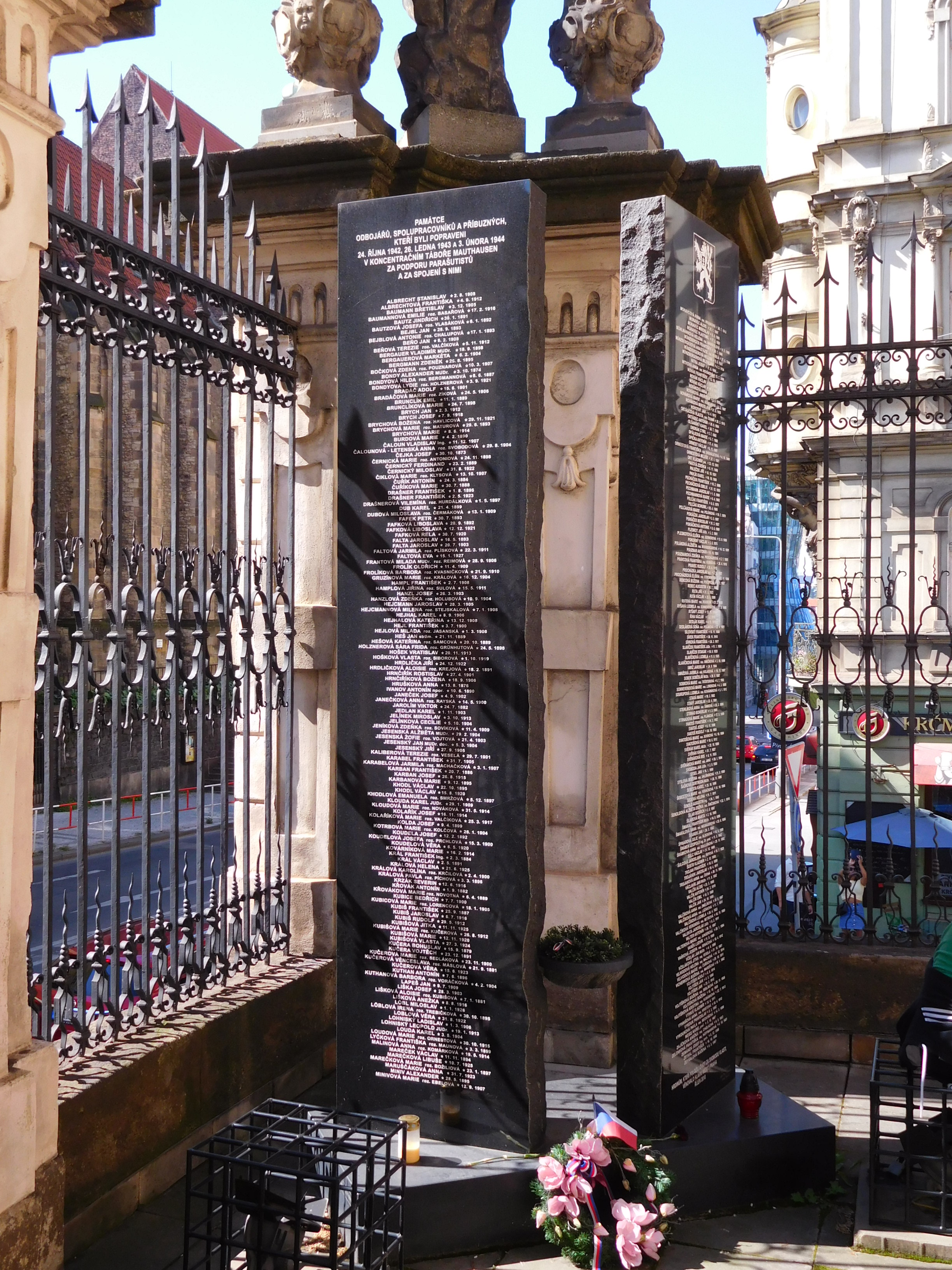
Pomník odbojářům popraveným a umučeným v souvislosti s operací Anthropoid (Resslova ulice, Praha - Nové Město)
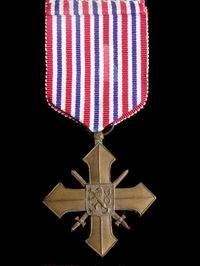
Československý válečný kříž 1939